# CKAP2
CKAP2 (англ. cytoskeleton-associated protein 2) — это белок, который у человека кодируется геном CKAP2. Ген CKAP2 был впервые идентифицирован как оверэкспрессированный при диффузной крупноклеточной B-клеточной лимфоме.
Большое количество мРНК CKAP2 в норме обнаруживается в семенниках и тимусе, этой мРНК мало в печени, предстательной железе и почках.
Ген CKAP2 кодирует белок из 683 аминокислотных остатков, который не содержит участков, гомологичных аминокислотным последовательностям, представленным в международных базах данных. С помощью иммунофлуоресцентного анализа показано, что продуктом гена CKAP2 является цитоплазматический белок, который связывается с фибриллами цитоскелета.
Ген CKAP2 расположен в области q14 хромосомы 13, перестройки в которой обнаруживают при различных опухолях. Так, делеции в этом участке хромосомы наблюдаются при множественной миеломе, раке предстательной железы, плоскоклеточном раке головы и шеи, В-клеточном пролимфоцитарном лейкозе, волосатоклеточном лейкозе, а также более чем в половине случаев В-клеточного хронического лимфолейкоза.

## Внешние ссылки
OMIM